# 熊祖詒
熊祖詒（?—?），江蘇省松江府青浦縣人，清朝政治人物、進士出身。

## 生平
光緒三年（1877年），参加丁丑科殿試，登進士二甲第97名。同年五月，改翰林院庶吉士。光绪六年四月，散館后，著以知县即用